# Frans Segersreservaat
Het Frans Segersreservaat is een Belgisch natuurreservaat in de Kempen, ten zuiden van Turnhout. Het vormt het enige restant van het beekdallandschap van de Aa en is vernoemd naar de Vlaamse natuurbeschermer Frans Segers. Sinds de aanleg van de E34 in 1972 ligt het ingeklemd tussen deze snelweg, een industrieterrein en een spoorweg. Het voormalige beekdallandschap werd gekenmerkt door een kleinschalig landschap met hooiland, weiland, natte heide, moeras(bos), akkerland, dennenbos, droge heide en plassen of vennetjes. Deze milieus zij alle nog terug te vinden, soms in bescheiden mate.
In de verschillende biotopen komen onder meer de volgende soorten voor:
- planten: grote egelskop, riet. vlier, berk, wilg, braam, struikheide, koningsvaren, els, grote lisdodde, zomereik, speenkruid, dotterbloem en bosanemoon;
- vogels: nachtegaal, bosrietzanger, kleine karekiet, sijs, ijsvogel, grote bonte specht, kleine bonte specht, blauwe reiger, torenvalk, spreeuw, kauw en  grote gele kwikstaart;
- spinnen: tijgerspin;
- insecten:  weidebeekjuffer, bosbeekjuffer, dagpauwoog, koolwitje en kleine vos.

In het Frans Segersreservaat bevindt zich een gedenkplaat van Remi De Prins, net als pastoor Segers een belangrijke persoon voor natuur- en vogelvereniging De Wielewaal (vzw), voorloper van de huidige beheerder van het gebied, Natuurpunt. 

## Bron/externe link
Natuurpunt: Frans Segersreservaat